# Coupe de l'EHF masculine 2000-2001
Navigation
Coupe de l'EHF 1999-2000 Coupe de l'EHF 2001-2002
La Coupe de l'EHF 2001-2002 est la 20e édition de la Coupe de l'EHF masculine.
Organisée par la Fédération européenne de handball (EHF), la compétition est ouverte en 2000-2001 à 57 clubs de handball d'associations membres de l'EHF. Ces clubs sont qualifiés en fonction de leurs résultats dans leur pays d'origine lors de la saison 1999-2000.
La compétition est remportée par le club allemand du SC Magdebourg face au club croate du RK Metković Jambo, tenant du titre.

## Résultats

### Premier tour
Les matchs ont eu lieu entre le 30 août et le 10 septembre 2000 :
| Équipe 1                | Score   | Équipe 2               | Aller   | Retour  |
| ----------------------- | ------- | ---------------------- | ------- | ------- |
| GAS Kilkis              | 52 – 39 | HK Lokomotiv Varna     | 28 – 16 | 24 – 23 |
| Dennis Turku            | 57 – 47 | Maccabi Kiryat-Motzkin | 30 – 23 | 27 – 24 |
| Initia HC Hasselt       | 35 – 71 | RK Borac Banja Luka    | 19 – 35 | 16 – 36 |
| HC Kehra                | 48 – 49 | Red Boys Differdange   | 30 – 25 | 18 – 24 |
| HV Sittardia            | 65 – 36 | ASC Tbilissi           | 29 – 21 | 36 – 15 |
| MHK Košice              | 45 – 46 | ATSV Innsbruck         | 25 – 23 | 20 – 23 |
| Wisła Płock             | 67 – 34 | Cyprus College         | 38 – 15 | 29 – 19 |
| Lusis Akademikas Kaunas | 80 – 37 | SKAF Minsk             | 37 – 21 | 43 – 16 |
| Beşiktaş JK             | 55 – 44 | GTU Martve Tbilissi    | 29 – 28 | 26 – 16 |

### Deuxième tour
Les matchs ont eu lieu entre le 14 et le 22 octobre 2000 :
| Équipe 1                   | Score   | Équipe 2              | Aller   | Retour  |
| -------------------------- | ------- | --------------------- | ------- | ------- |
| Sporting Clube de Portugal | 61 – 53 | HV Aalsmeer           | 31 – 23 | 30 – 30 |
| HC Eynatten                | 34 – 63 | Viborg HK             | 16 – 30 | 18 – 33 |
| Kiskőrös KKC               | 20 – 0  | HRK Izviđač Ljubuški  | 10 – 0  | 10 – 0  |
| HC Granitas Kaunas         | 39 – 43 | Pallamano Rubiera     | 22 – 19 | 17 – 24 |
| Bodø HK                    | 63 – 34 | Red Boys Differdange  | 34 – 19 | 29 – 15 |
| Panellínios Athènes        | 51 – 49 | Kadetten Schaffhausen | 27 – 22 | 24 – 27 |
| Bidasoa Irun               | 58 – 42 | HV Sittardia          | 28 – 19 | 30 – 23 |
| ŠKP Sečovce                | 44 – 53 | SKP Frýdek-Místek     | 24 – 23 | 20 – 30 |
| RK Slovenj Gradec          | 63 – 51 | Dennis Turku          | 34 – 21 | 29 – 30 |
| Wisła Płock                | 61 – 49 | RK Medveščak Zagreb   | 28 – 24 | 33 – 25 |
| TBV Lemgo                  | 63 – 45 | ATSV Innsbruck        | 32 – 29 | 31 – 16 |
| Lusis Akademikas Kaunas    | 51 – 53 | Partizan Belgrade     | 25 – 28 | 26 – 25 |
| Dinamo Astrakhan           | 56 – 37 | SPE Strovolos Nicosie | 34 – 19 | 22 – 18 |
| HC Berchem                 | 34 – 68 | Chambéry Savoie HB    | 19 – 31 | 15 – 37 |
| Chakhtar Akademia Donetsk  | 46 – 55 | RK Borac Banja Luka   | 31 – 22 | 15 – 33 |
| GAS Kilkis                 | 45 – 49 | Beşiktaş JK           | 22 – 29 | 23 – 20 |

### Troisième tour
Les matchs ont eu lieu entre le 8 et le 19 novembre 2000 :
| Équipe 1                   | Score    | Équipe 2               | Aller   | Retour  |
| -------------------------- | -------- | ---------------------- | ------- | ------- |
| ZTR Zaporijjia             | 57 – 28  | Pallamano Rubiera      | 29 – 10 | 28 – 18 |
| SKP Frýdek-Místek          | 45 – 60  | CB Cantabria Santander | 26 – 27 | 19 – 33 |
| RK Trimo Trebnje           | 45 – 59  | TBV Lemgo              | 25 – 28 | 20 – 31 |
| Partizan Belgrade          | 56 – 47  | HSG Bärnbach/Köflach   | 32 – 20 | 24 – 27 |
| RK Metković Jambo          | 52 – 44  | Wisła Płock            | 29 – 19 | 23 – 25 |
| Kiskőrös KKC               | 38 – 56  | CSKA Moscou            | 18 – 30 | 20 – 26 |
| Hapoël Rishon LeZion       | 46 – 45  | Chambéry Savoie HB     | 28 – 21 | 18 – 24 |
| Sporting Clube de Portugal | 49 – 41  | SKA Minsk              | 31 – 23 | 18 – 18 |
| Virum-Sorgenfri HK         | 49 – 60  | Bidasoa Irun           | 32 – 34 | 17 – 26 |
| Panellínios Athènes        | 44 – 61  | RK Split               | 26 – 29 | 18 – 32 |
| Sandefjord TIF             | 48 – 47  | RK Borac Banja Luka    | 29 – 21 | 19 – 26 |
| Bodø HK                    | 44 – 45  | Haukar Hafnarfjörður   | 20 – 27 | 24 – 18 |
| TV Suhr                    | 48 – 48E | Dinamo Astrakhan       | 28 – 24 | 20 – 24 |
| Viborg HK                  | 63 – 64  | Steaua Bucarest        | 28 – 33 | 35 – 31 |
| SC Pick Szeged             | 69 – 51  | Beşiktaş JK            | 34 – 24 | 35 – 27 |
| RK Slovenj Gradec          | 45 – 51  | SC Magdebourg          | 23 – 25 | 22 – 26 |

Remarque : le Dinamo Astrakhan est qualifié selon la règle des buts marqués à l'extérieur

### Huitièmes de finale
Les matchs ont eu lieu entre le 9 décembre et le 17 décembre 2000 :
| Équipe 1                   | Score   | Équipe 2               | Aller   | Retour  |
| -------------------------- | ------- | ---------------------- | ------- | ------- |
| Partizan Belgrade          | 42 – 45 | TBV Lemgo              | 19 – 20 | 23 – 25 |
| Steaua Bucarest            | 47 – 71 | RK Metković Jambo      | 21 – 37 | 26 – 34 |
| Sporting Clube de Portugal | 59 – 53 | CB Cantabria Santander | 29 – 27 | 30 – 26 |
| Hapoël Rishon LeZion       | 40 – 45 | RK Split               | 22 – 22 | 18 – 23 |
| SC Pick Szeged             | 49 – 47 | CSKA Moscou            | 26 – 19 | 23 – 28 |
| Dinamo Astrakhan           | 49 – 50 | Bidasoa Irun           | 30 – 22 | 19 – 28 |
| Haukar Hafnarfjörður       | 64 – 63 | Sandefjord TIF         | 34 – 24 | 30 – 39 |
| ZTR Zaporijjia             | 44 – 51 | SC Magdebourg          | 23 – 22 | 21 – 29 |

### Quarts de finale
Les matchs aller ont eu lieu le 24 ou 25 février et retour le 3 ou 4 mars 2001 :
| Équipe 1                   | Score   | Équipe 2             | Aller   | Retour  |
| -------------------------- | ------- | -------------------- | ------- | ------- |
| RK Metković Jambo          | 47 – 45 | RK Split             | 27 – 18 | 20 – 27 |
| TBV Lemgo                  | 48 – 51 | SC Magdebourg        | 22 – 28 | 26 – 23 |
| SC Pick Szeged             | 51 – 53 | Bidasoa Irun         | 28 – 27 | 23 – 26 |
| Sporting Clube de Portugal | 53 – 54 | Haukar Hafnarfjörður | 21 – 21 | 32 – 33 |

### Demi-finales
Les matchs aller ont eu lieu le 25 mars et retour le 31 mars 2001 :
| Équipe 1             | Score   | Équipe 2          | Aller   | Retour  |
| -------------------- | ------- | ----------------- | ------- | ------- |
| SC Magdebourg        | 49 – 47 | Bidasoa Irun      | 32 – 24 | 17 – 23 |
| Haukar Hafnarfjörður | 45 – 51 | RK Metković Jambo | 20 – 22 | 25 – 29 |

### Finale
La finale aller a eu lieu le 22 avril à Magdebourg et le retour le 28 avril 2001 à Metković :
| Équipe 1      | Score   | Équipe 2          | Aller   | Retour  |
| ------------- | ------- | ----------------- | ------- | ------- |
| SC Magdebourg | 51 – 40 | RK Metković Jambo | 23 – 22 | 28 – 18 |

## Les champions d'Europe
| Champion d'Europe Coupe de l'EHF 2001 SC Magdebourg 1er titre |

L'effectif du SC Magdebourg était :
| no | Joueur              | Nationalité | Poste                 | Âge    |
| -- | ------------------- | ----------- | --------------------- | ------ |
| 1  | Henning Fritz       | Allemagne   | Gardien de but        | 26 ans |
| 16 | Christian Gaudin    | France      | Gardien de but        | 34 ans |
| 4  | Maik Machulla       | Allemagne   | Demi-centre           | 24 ans |
| 8  | Ólafur Stefánsson   | Islande     | Arrière droit         | 26 ans |
| 9  | Guéric Kervadec     | France      | Pivot                 | 29 ans |
| 10 | Vassili Koudinov    | Russie      | Arrière gauche        | 32 ans |
| 11 | Erik Göthel         | Allemagne   | Ailier droit          | 26 ans |
| 13 | Sven Liesegang      | Allemagne   | Demi-c./Ar. gauche    | 31 ans |
| 14 | Steffen Stiebler    | Allemagne   | Arrière gauche        | 30 ans |
| 19 | Joël Abati          | France      | Ailier/arrière droit  | 31 ans |
| 20 | Oleg Koulechov      | Russie      | Demi-centre           | 27 ans |
| 22 | Michaël Jahns       | Allemagne   | Arrière gauche        | 24 ans |
| 23 | Uwe Maier           | Allemagne   | Pivot                 | 29 ans |
| 73 | Stefan Kretzschmar  | Allemagne   | Ailier gauche         | 28 ans |
| 3  | Bennet Wiegert (de) | Allemagne   | Ailier/arrière gauche | 29 ans |
| -  | Alfreð Gíslason     | Islande     | Entraîneur            | -      |
| -  | Ghiță Licu          | Roumanie    | Entraîneur            | -      |